# Język awbono
Język awbono, także kvolyab – język papuaski używany w prowincji Papua w Indonezji, przez grupę ludności w rejonie rzeki Modera (kabupaten Jayawijaya). Według danych z 1999 roku posługuje się nim 100 osób.
Wraz z językiem bayono tworzy rodzinę języków bayono-awbono. Z danych Ethnologue wynika, że jego użytkownicy nie znają innych języków.
Nie został bliżej poznany przez lingwistów (jedyne zebrane materiały dotyczą słownictwa). Brak dostatecznych danych utrudnia bliższą klasyfikację obu języków, ale niewykluczona jest ich przynależność do rodziny transnowogwinejskiej.